# Widźgowo (gmina)
Widźgowo – dawna gmina wiejska istniejąca do 1934 roku w woj. białostockim. Nazwa wsi pochodzi od wsi Widźgowo, jednak siedzibą władz gminy były Holonki.
W okresie międzywojennym gmina Widźgowo należała do powiatu bielskiego w woj. białostockim.
Gminę zniesiono z dniem 1 października 1934 roku, a z jej obszaru utworzono nowe gminy Boćki i Brańsk; część obszaru zniesionej gminy włączono także do gminy Grodzisk.
Według Powszechnego Spisu Ludności z 1921 roku gminę zamieszkiwało 5.011 osób, wśród których 4.645 było wyznania rzymskokatolickiego, 332 prawosławnego a 34 mojżeszowego. Jednocześnie 4.956 mieszkańców zadeklarowało polską przynależność narodową, 35 białoruską, 14 żydowską, 3 rosyjską a 3 litewską. Było tu 894 budynków mieszkalnych.
W latach 1952–1954 istniała także gmina Holonki.